# Ізборник (сайт)
Ізборник — електронна бібліотека давньої української літератури, відома також як «Історія України IX—XVIII століть. Першоджерела та інтерпретації». Існує з 21 серпня 2001 року.
Проєкт являє собою збірку основних праць з історії Руси, Козацької Гетьманщини та України. Сайт охоплює такі основні теми: Літописи, Мовознавство, Історія, Давня українська література, Тарас Григорович Шевченко, Політологія, Літературознавство, Граматики та лексикони, Історичні мапи.

## Ідея
Бібліотека — це колекція електронних книг та текстів у поєднанні з оголошеною темою та єдиною ідеєю. Ідея проєкту — прагнення зібрати якомога більше творів українського письменства не просто як випадкову збірку текстів різних часів та авторів, а на тлі цілісного культурно-історичного процесу, який би дав зрозуміти єдність, спадковість та самобутність української літератури, незважаючи на очевидні прогалини у мовному коді та розриві традицій. Це тло літописів, хронік та історичних документів, зібраних у головному розділі сторінки — Літописах.

## Вибрані твори
- Історія Русів
- Іпатіївський літопис
- Лаврентіївський літопис
- Повість временних літ
- Галицько-Волинський літопис